# Branquinho
Branquinho, właśc. Wellington Clayton Gonçalves dos Santos (ur. 2 stycznia 1983) – brazylijski piłkarz występujący na pozycji pomocnika.

## Kariera klubowa
Od 2006 roku występował w klubach Rio Preto, Botafogo, Grêmio Barueri, Ceará, Santo André, Athletico Paranaense, Cerezo Osaka, Montedio Yamagata, EC Bahia, Oeste i Red Bull Brasil.